# Конвой №5101
Конвой № 5101 — японський конвой часів Другої світової війни, проведення якого відбувалось у вересні 1943-го.
Вихідним пунктом конвою був атол Трук у центральній частині Каролінських островів, де ще до війни створили головну базу японського ВМФ у Океанії, звідки до лютого 1944-го провадились операції в цілому ряді архіпелагів. Пунктом призначення став атол Кваджелейн, на якому була головна японська база на Маршаллових островах.
До складу конвою увійшов лише один транспорт «Шоєй-Мару» (Shoei Maru), тоді як охорону забезпечували мисливець за підводними човнами CH-28 та переобладнані мисливці за підводними човнами CHa-28 та CHa-46 (останні прямували до місця служби на сході Мікронезії, де й загинуть у січні та квітні 1944-го відповідно).
10 вересня 1943-го загін полишив Трук та попрямував на схід. Хоча поблизу вихідного та кінцевого пунктів маршруту традиційно діяли американські підводні човни, проходження конвою № 5101 минуло без інцидентів і 16 вересня він прибув на Кваджелейн.